# Polydor von Montagnana
Polydor von Montagnana OSB (* um 1530/1540 in Montagnana; † 1604 in Rudolfswerth) war ein römisch-katholischer Geistlicher und von 1579 bis 1581 Administrator der Benediktinerabtei St. Blasius zu Admont.

## Leben und Wirken
Nach der religiös bedingten Resignation von Laurentius Lombardo als Abt von Admont wurde seitens des Landesfürsten, Erzherzog Karl, der bisherige Propst des Stifts Rudolfswerth, Polydor von Montagnana, als Administrator des Stifts Admont bestimmt. Seine wissenschaftliche Ausbildung hatte er an den Universitäten Padua und Venedig erhalten, bevor er als Hofkaplan an den Hof Ferdinands I. berufen wurde. 1563/1564 war er zum Dompropst des Bistums Laibach ernannt worden, und 1566 hatte er beim Tode seines Onkels Wolfgang Neff seine Wahl zum Abt von Kloster Sittich in Krain durchsetzen wollen, ohne aber über die dafür vorgesehenen kirchenrechtlichen Voraussetzungen zu verfügen.
Da ihm – bei neuerlicher Schuldenaufnahme und weiteren Verpfändungen von Klosterbesitz (darunter Schloss Admontbichl) – weder die angestrebte Konsolidierung der stiftischen Finanzen noch die geistige Erneuerung des Stifts gelungen war, wurde er 1581 seitens einer vom päpstlichen Nuntius geleiteten Kommission derart mit Forderungen belegt, dass er selbst freiwillig sein Amt niederlegte. Nachdem er zunächst noch dem nachfolgenden Abt Johannes IV. Hofmann als Berater zur Verfügung gestanden hatte, kehrte er nach Rudolfswerth zurück, wo er 1604 verstarb.
In seiner nur kurzen Zeit als Administrator von Admont ließ Polydor die Orgel der Stiftskirche Admont durch den salzburgischen Hoforganisten Caspar Bekh erneuern. Sein Wappen zeigt im gevierteten Schild einen über einem Berge strahlenden Stern und einen halbierten Adler.